# Космос-1570
Космос-1570 је један од преко 2400 совјетских вјештачких сателита лансираних у оквиру програма Космос.
Космос-1570 је лансиран са космодрома Плесецк, СССР, 8. јуна 1984. Ракета-носач Космос је поставила сателит у орбиту око планете Земље. Маса сателита при лансирању је износила 750 килограма. Космос-1570 је био комуникациони сателит.